# Weldiya
Weldiya (amharisch ወልደያ Wäldäya) ist eine Stadt in der Region Amhara in Äthiopien. Sie liegt nördlich von Dessie und südöstlich von Lalibela auf einer Höhe von über 2000 Metern über dem Meeresspiegel.
Der Ort liegt in der Zone Semien Wollo innerhalb des Bundesstaates.

## Geschichte
Als der Missionar Johann Ludwig Krapf im April 1842 durch Weldiya reiste, war es das Hauptquartier von Dejazmach Faris Aligas und seinem Bruder Birru. Bereits 1890 war Weldiya das Verwaltungszentrum der Provinz Yejju. Sein Dienstagsmarkt war für seine Maultiere bekannt.
Weldiya wurde 1948 von Bauern angegriffen, die verärgert waren, nachdem ihre Beschwerden über den Verlust von Land ignoriert worden waren. Sie besetzten das Gefängnis in Weldiya und befreiten die Gefangenen. Trotz dieses Erfolges wurde der Aufstand schließlich niedergeschlagen. Am 16. und 17. November 1988 wurde Weldiya von den Derg aus der Luft angegriffen, wobei jedoch keine Todesopfer zu beklagen waren.
Im Rahmen ihrer Gegenoffensive im Bürgerkrieg in Tigray eroberten die Volksbefreiungsfront von Tigray am 11. August 2021 Weldiya und Nefas Mewcha, beide in der Region Amhara, die im Süden von Tigray liegt.

## Demografie
| Jahr | Einwohnerzahl |
| ---- | ------------- |
| 1984 | 15.690        |
| 1994 | 24.533        |
| 2007 | 46.139        |
| 2015 | 72.300        |

Laut Volkszählung 1994 waren von 24.533 Einwohnern 92,9 % Amharen, 4,2 % Tigray und 1,8 % andere. 95,2 % sprachen Amharisch als Erstsprache. 19,4 % waren Muslime und 79,8 % äthiopisch-orthodoxe Christen.